# アルビジョア十字軍
アルビジョア十字軍（アルビジョアじゅうじぐん、フランス語：Croisade des Albigeois, オック語：Crosada dels Albigeses, 1209年 - 1229年）は、1209年、南フランスで盛んだった異端アルビ派（カタリ派と同義、南フランスの都市アルビからアルビ派と呼ばれた）を征伐するために、ローマ教皇インノケンティウス3世が呼びかけた十字軍。アルビジョワ十字軍とも。
他の十字軍と同様、宗教的理由と領土欲の両方により主に北フランスの諸侯を中心に結成されたが、南フランス諸侯の反撃の中で次第に領土戦争の色合いが強まり、最終的にはフランス王ルイ8世が主導して王権の南フランスへの伸張に利用された。独自の文化を誇った南フランスはこの十字軍によって起こされた20年に渡る戦乱が原因で荒廃し、フランス王の支配下に入ることにより北フランス文化の流入を受けることになる。

## 背景

### カタリ派とカトリック教会
もともとカトリック教会の聖職者の堕落に反対する民衆運動として生まれたカタリ派は、南フランスと北イタリア一帯で活発となり、南フランスでは信仰の中心と見られた都市アルビの名前からアルビ派とよばれていた。
1147年、教皇エウゲニウス3世はアルビ派の増えていた地域へ説教師たちを派遣し、アルビ派信徒を穏健にカトリック教会へ復帰させようとした。しかし、クレルヴォーのベルナルドゥスなどのわずかな成功例を除けば、ほとんどの人が耳を傾けずに失敗に終わった。
その後、トゥール教会会議（1163年）や第3ラテラン公会議（1179年）においてカタリ派（アルビ派）の禁止が正式に決定された。当初は教皇が南フランスへ特使を派遣し、アルビ派信徒達にカトリック教会への復帰を呼びかけるという方法がとられていたが、南フランスに割拠していた領主達がフランス王権の及ばない範囲において教皇庁の影響力を及ぶことを嫌い、その後押しを受けた地元の司教達も教皇使節の介入を拒否した。
アルビ派の問題が政治問題化し始めたことを危惧した教皇庁は南フランスの司教達の統治権を停止し、シトー会修道士ピエール・ド・カステルノーを教皇特使として現地に派遣した。カステルノーは非常に高圧的な人物で、アルビ派を保護する世俗君主達を徹底的に罵って破門したが、1208年、ローマへ帰還する途中で暗殺された。確証はないものの、教皇使節暗殺はトゥールーズ伯レーモン6世の指示であったとされている。レーモン6世は同地の領主で自らはアルビ派ではなかったものの、領民であるアルビ派の弾圧を望まなかったために激しい口論となり、結局それを理由にカステルノーから難癖をつけられて破門された経緯があった。
この使節殺害でカトリックの威信を傷つけられた教皇インノケンティウス3世は激怒し、アルビ派の殲滅とそれを保護する南仏諸侯の征伐のため、十字軍を呼びかけた（インノケンティウス3世が7年前に呼びかけた第4回十字軍も、結果としてキリスト教国である東ローマ帝国を征服している）。

### 南フランスの世俗領主たち
当時、アラゴン王国の勢力範囲はピレネー山脈の北に広がり、南フランスの領主たちの中にはアラゴン王を君主に抱く者も多く、カトリック教会やフランス王の圧力のもとでアラゴン王に頼ることができた。さらに、当時は結婚政策や相続の結果、一人の領主が複数の領地に領主を兼ねることがあり、その場合それぞれの領地を管轄する複数の上位君主に忠誠を誓うことがあった。例えば、イングランド王、フランス王、神聖ローマ皇帝の三者を同時に君主と仰ぐこともあり、自分の利害に応じて頼る相手をたびたび変えることもできた。十字軍側でも、レスター伯シモン・ド・モンフォールはフランス王とイングランド王両属であった。

## 十字軍

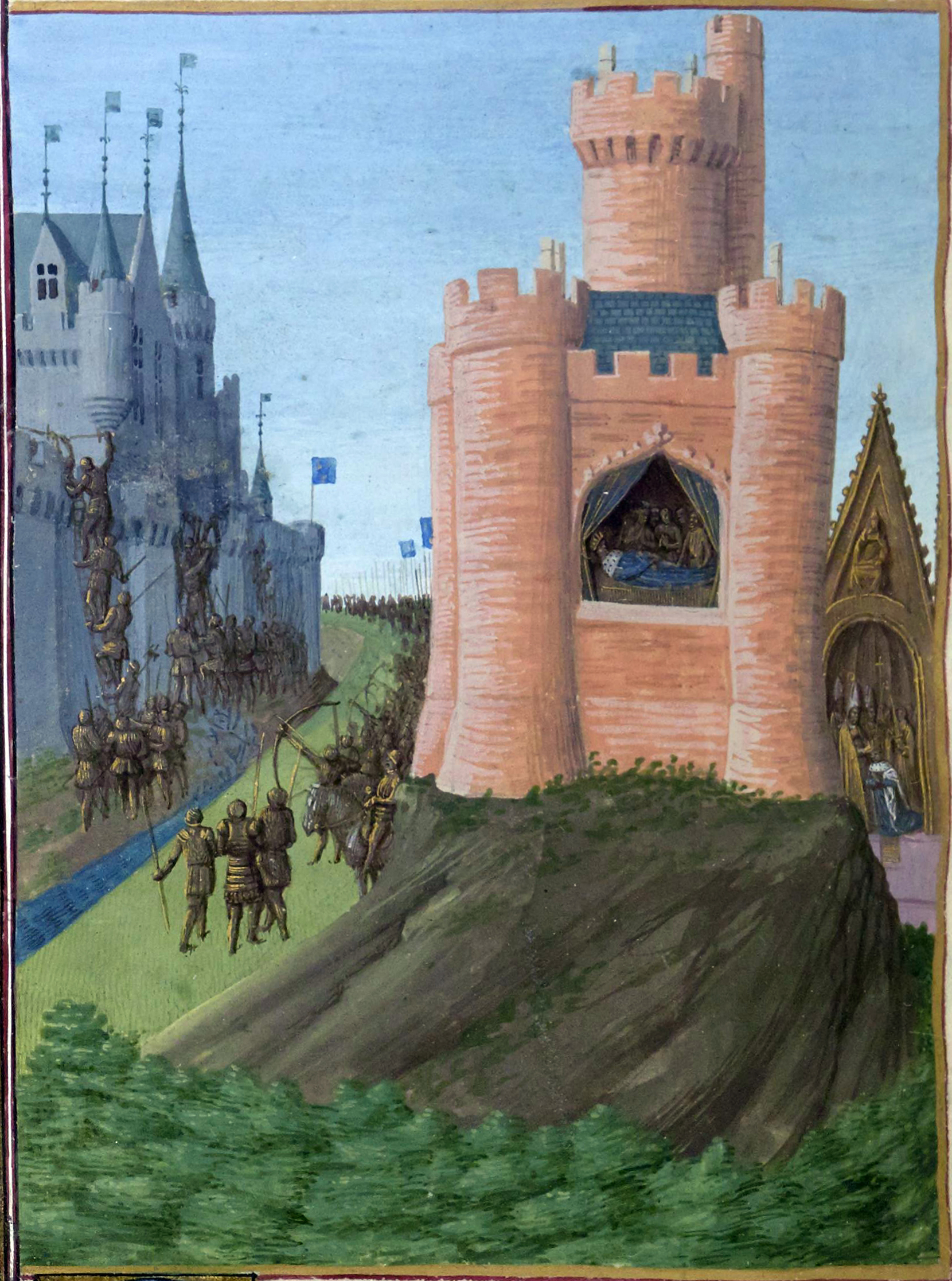
アルビジョア十字軍における1226年のアヴィニョン攻略戦を描いた15世紀の絵画。左側にアヴィニョン攻略戦の様子、右側にモンパンシエ城にて1226年11月8日に死去したルイ8世、その右下にルイ9世の即位の様子が、それぞれ描かれている（ジャン・フーケ画、フランス大年代記（1455年 - 1460年））。

アルビジョア十字軍は、第5代レスター伯シモン・ド・モンフォール（イングランドの議会政治で活躍した第6代レスター伯シモン・ド・モンフォールの同名の父）が総指揮をとって南仏（ラングドック）を制圧した初期（1209年 - 1215年）、トゥールーズ伯を中心とした南仏諸侯が反撃した中期（1216年 - 1225年）、フランス王が総指揮をとり南仏を制圧した終期（1225年 - 1229年）に分けられる。

### 初期
当初インノケンティウス3世は、フランス王フィリップ2世の参加を要請したが、フィリップ2世がイングランド王ジョンと神聖ローマ皇帝オットー4世との対立を理由に断ったため、参加した北仏諸侯の中から、武勇と宗教的情熱で著名だったシモンが教皇特使のアルノー・アモーリと共に指導者に選ばれた。1209年、北仏を中心に各地から約1万の十字軍がリヨンに集結した。事態の容易ならざることを悟ったトゥールーズ伯レーモン6世は、アルビ派を規制することを誓い十字軍に参加した。レーモン6世の甥にあたるカルカソンヌとアルビの領主であるレーモン・ロジェも十字軍との妥協を図ったが拒絶され、やむなくカルカソンヌに戻り防衛を準備した。
最初の十字軍の攻撃は7月21日にベジエに対して行われ、翌日にベジエは陥落した。十字軍は約1万人の住民をアルビ派であるか否かにかかわらず無差別に殺戮した。殺された住民のうち、アルビ派は実際には約500人に過ぎなかったといわれる。

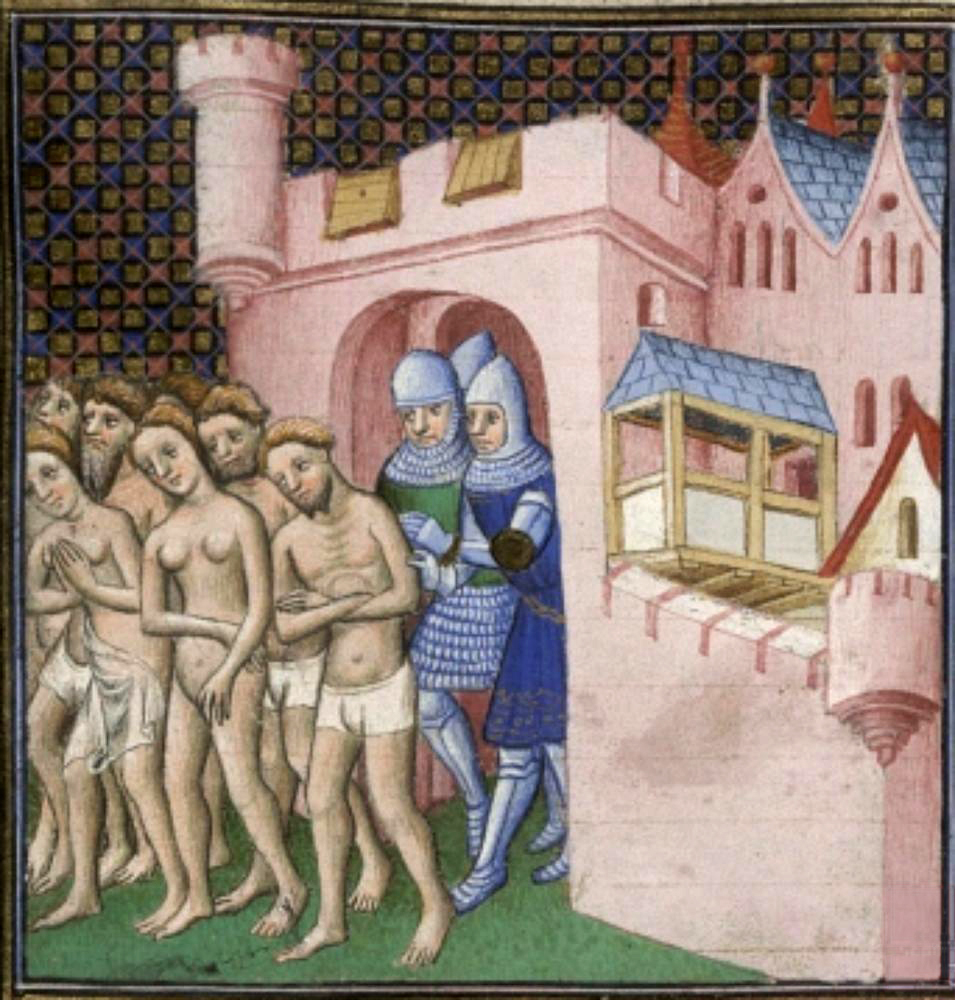
カルカソンヌにおけるアルビ派の追放（1209年）

次の標的はカルカソンヌで、堅牢な城壁都市だったが、避難してきた周辺の住民で人口過密状態となっており、水の手を絶たれるとわずか1週間で降伏した。ここでは虐殺は行われなかったが、住民は街から追放された（絵参照）。これらの知らせに周辺の都市、村は恐れをなしたため、十字軍はその後ほとんど抵抗らしい抵抗を受けず、この年の秋までにアルビを始めとした周辺の都市、村を制圧していった。1210年に入って近辺のラストゥール領主ピエール・ロジェ・ド・カバルの抵抗を受けたものの、その後も順調に征服地を広げていった。
しかし1211年に入ると、シモンら十字軍指導者とトゥールーズ伯ら現地諸侯が対立し、レーモン6世は再び破門を受けた。これを受け、6月に入ると十字軍はトゥールーズを包囲したが、堅固な要塞都市であったトゥールーズは容易には陥落せず、十字軍は包囲を解いて撤退した。勢いづいたレーモン6世は周辺の都市を回復し、翌年の終わりにはトゥールーズ伯領のほとんどを奪回した。
しかし、1213年にアラゴン王ペドロ2世の援軍を受けて十字軍の篭もるミュレを攻撃した際に反撃を受け、ミュレの戦いでペドロ2世が戦死するなどの敗戦により形勢は再び逆転した。1214年になると（この年にブーヴィーヌの戦いでフィリップ2世がオットー4世に勝利している）、レーモン6世と息子のレーモン7世はイングランドに亡命した。当初の約束どおり占領地は十字軍諸侯が分け合い、シモンがトゥールーズ伯、プロヴァンス侯となり、1215年までにほとんどの征服は完了した。

### 中期
しかし、現地の住民は北仏の占領者に不満を抱いていたため、1216年にレーモン6世父子が南仏に戻り旧領の奪回を図ると、旧臣や住民が集まりまたたくまに大勢力となった。戦闘は一進一退で双方とも都市、村の奪い合いとなったが、1217年にレーモン6世父子はトゥールーズ奪回に成功した。
シモンはすぐにトゥールーズを攻撃したが攻略できず、1218年の攻撃中に戦死した。跡は長子のアモーリー6世・ド・モンフォールが継いだが、十字軍をまとめ切れず少しずつ占領地を失っていった。1222年にレーモン6世は亡くなるが、既にほとんどの旧領を回復していた。1224年にレーモン7世がカルカソンヌに入城するとアモーリー6世は支配地を捨てて逃走し、フランス王ルイ9世に全ての南仏（ラングドック）の支配権を譲り渡した。

### 終期
大義名分を得たルイ8世は、1225年にレーモン7世を再び破門に追い込み、1226年に新しい十字軍を率いてラングドックからオーベルニュ、さらには当時神聖ローマ帝国領だったプロヴァンスの征服に乗り出した。戦い疲れた南仏の諸都市はほとんど抵抗せずに降伏し、神聖ローマ帝国領のアヴィニョンの抵抗はあったが、これも3ヶ月で制圧している。ルイ8世は11月に亡くなるが、跡を継いだルイ9世（実際は摂政である母ブランシュ）が十字軍を継続し、1228年にはトゥールーズを奪い、1229年にレーモン7世と協定（ルイ9世の弟アルフォンスとレーモン7世の娘ジャンヌ・ド・トゥールーズとの婚姻及び将来の相続）を結び、十字軍は終結した。

## 異端審問
1229年から異端審問が始まった。アルビ派と認定されれば火刑となり、遺体が掘り出されて火刑とされることもあった。アルビ派であることを放棄すれば命は助かったが、当時の人間にとって信仰はしばしば命より重要であり拒否する者も多かった。当然不満は高まり、アルビ派は砦にこもり反抗する者が相次いだ。1240年にはカルカソンヌ子爵の子レーモン・トランカヴェルが蜂起したがいずれも鎮圧され、1244年までに反乱はほとんど終結した。

## 年表
1179年
- 第3ラテラン公会議でカタリ派への破門宣告、カタリ派への派兵を「十字軍」と認める。

1184年
- ヴェロナ勅令 - ヴァルド派、フミリアーティへの破門宣告、司教による異端審問開始。

1208年
- 1月：アルルで教皇特使ピエール・ド・カステルノーが暗殺される

1209年
- 7月：十字軍、ベジエを包囲・虐殺。
- 8月：十字軍、カルカソンヌを包囲・制圧。カルカソンヌ子爵レイモン・ロジェ、捕縛後消息不明となる。

1210年
- 6月：十字軍、ミネルヴを包囲・制圧。
- 7月：トゥールーズ伯レーモン6世を破門
- 8月：十字軍、テルヌを包囲。
- 11月：テルヌ制圧

1211年
- 3月：十字軍、ラヴォールを包囲・制圧。
- 6月：第1次トゥールーズ攻防戦
- 9月：カステルノーダリの戦い - フォア伯レーモン・ロジェによる十字軍への攻勢
- トゥールーズ伯レーモン6世、息子のレーモン7世と共にイングランドに亡命。

1213年
- 9月：ミュレの戦い - アラゴン王ペドロ2世戦死

1214年
- 7月：ブーヴィーヌの戦い - フランス王フィリップ2世勝利

1215年
- 6月：シモン・ド・モンフォール、トゥールーズに入城。
- 11月：第4回ラテラン公会議でシモン・ド・モンフォールをトゥールーズ伯に叙封。

1216年
- 7月：インノケンティウス3世没
- 9月：レーモン7世、マルセイユに上陸。

1217年
- 9月：レーモン6世、トゥールーズに入城。
- 10月：トゥールーズ蜂起、以後1218年7月までトゥールーズ包囲。

1218年
- 6月：シモン・ド・モンフォール戦死
- 7月：十字軍、トゥールーズ攻略を断念。包囲が解かれる。

1222年
- 8月：レーモン6世没

1223年
- 3月：フォア伯レーモン・ロジェ没
- 7月：フランス王フィリップ2世没、ルイ8世が即位。

1224年
- 1月：レーモン7世、カルカソンヌ入城。

1226年
- 1月：ブルージュ教会会議。これ以降、フランス王家が十字軍を主導。
- 5月：フランス王軍、アヴィニヨンを制圧。
- 11月：ルイ8世没、ルイ9世が即位。

1229年
- 4月：ルイ9世とレーモン7世がモーの和約を結び、アルビジョア十字軍終結。

1233年
- グレゴリウス9世、異端審問設置の勅令を発する。

1240年
- 10月：レーモン・トランカヴェルの反乱、カルカソンヌ包囲

1244年
- 3月：モンセギュール陥落

1255年
- 8月：ケリビュス城 (fr:Château de Quéribus)陥落

## 家系図
|  |  |                        |                        |                        |                        |                                  |                                  |                                  |                                  | （トゥールーズ伯）               | （トゥールーズ伯）               | （トゥールーズ伯） | （トゥールーズ伯） | （トゥールーズ伯） | （トゥールーズ伯） |                          |                          |                          |                          |                          |                          | （フランス王） | （フランス王） | （フランス王） | （フランス王） | （フランス王） | （フランス王） |               |               |               |               |  |  |            |            |            |            |            |            |  |  |  |  |
|  |  |                        |                        |                        |                        |                                  |                                  |                                  |                                  | （トゥールーズ伯）               | （トゥールーズ伯）               | （トゥールーズ伯） | （トゥールーズ伯） | （トゥールーズ伯） | （トゥールーズ伯） | アルフォンス・ジュルダン | アルフォンス・ジュルダン | アルフォンス・ジュルダン | アルフォンス・ジュルダン | アルフォンス・ジュルダン | アルフォンス・ジュルダン | （フランス王） | （フランス王） | （フランス王） | （フランス王） | （フランス王） | （フランス王） |               |               |               |               |  |  | ルイ6世    | ルイ6世    | ルイ6世    | ルイ6世    | ルイ6世    | ルイ6世    |  |  |  |  |
|  |  |                        |                        |                        |                        |                                  |                                  |                                  |                                  |                                  |                                  |                    |                    |                    |                    | アルフォンス・ジュルダン | アルフォンス・ジュルダン | アルフォンス・ジュルダン | アルフォンス・ジュルダン | アルフォンス・ジュルダン | アルフォンス・ジュルダン |                |                |                |                |                |                |               |               |               |               |  |  | ルイ6世    | ルイ6世    | ルイ6世    | ルイ6世    | ルイ6世    | ルイ6世    |  |  |  |  |
|  |  |                        |                        |                        |                        |                                  |                                  |                                  |                                  |                                  |                                  |                    |                    |                    |                    |                          |                          |                          |                          |                          |                          |                |                |                |                |                |                |               |               |               |               |  |  |            |            |            |            |            |            |  |  |  |  |
|  |  |                        |                        |                        |                        |                                  |                                  |                                  |                                  | レーモン5世                      | レーモン5世                      | レーモン5世        | レーモン5世        | レーモン5世        | レーモン5世        |                          |                          | コンスタンス             | コンスタンス             | コンスタンス             | コンスタンス             | コンスタンス   | コンスタンス   |                |                | ルイ7世        | ルイ7世        | ルイ7世       | ルイ7世       | ルイ7世       | ルイ7世       |  |  |            |            |            |            |            |            |  |  |  |  |
|  |  |                        |                        |                        |                        |                                  |                                  |                                  |                                  | レーモン5世                      | レーモン5世                      | レーモン5世        | レーモン5世        | レーモン5世        | レーモン5世        |                          |                          | コンスタンス             | コンスタンス             | コンスタンス             | コンスタンス             | コンスタンス   | コンスタンス   |                |                | ルイ7世        | ルイ7世        | ルイ7世       | ルイ7世       | ルイ7世       | ルイ7世       |  |  |            |            |            |            |            |            |  |  |  |  |
|  |  | （カルカソンヌ子爵）   |                        |                        |                        |                                  |                                  |                                  |                                  |                                  |                                  |                    |                    |                    |                    |                          |                          |                          |                          |                          |                          |                |                |                |                |                |                |               |               |               |               |  |  |            |            |            |            |            |            |  |  |  |  |
|  |  |                        |                        |                        |                        |                                  |                                  |                                  |                                  |                                  |                                  |                    |                    |                    |                    |                          |                          |                          |                          |                          |                          |                |                |                |                |                |                |               |               |               |               |  |  |            |            |            |            |            |            |  |  |  |  |
|  |  | ロジェ・トランカヴェル | ロジェ・トランカヴェル | ロジェ・トランカヴェル | ロジェ・トランカヴェル | ロジェ・トランカヴェル           | ロジェ・トランカヴェル           |                                  |                                  | アデライード                     | アデライード                     | アデライード       | アデライード       | アデライード       | アデライード       |                          |                          | レーモン6世              | レーモン6世              | レーモン6世              | レーモン6世              | レーモン6世    | レーモン6世    |                |                | フィリップ2世  | フィリップ2世  | フィリップ2世 | フィリップ2世 | フィリップ2世 | フィリップ2世 |  |  |            |            |            |            |            |            |  |  |  |  |
|  |  | ロジェ・トランカヴェル | ロジェ・トランカヴェル | ロジェ・トランカヴェル | ロジェ・トランカヴェル | ロジェ・トランカヴェル           | ロジェ・トランカヴェル           |                                  |                                  | アデライード                     | アデライード                     | アデライード       | アデライード       | アデライード       | アデライード       |                          |                          | レーモン6世              | レーモン6世              | レーモン6世              | レーモン6世              | レーモン6世    | レーモン6世    |                |                | フィリップ2世  | フィリップ2世  | フィリップ2世 | フィリップ2世 | フィリップ2世 | フィリップ2世 |  |  |            |            |            |            |            |            |  |  |  |  |
|  |  |                        |                        |                        |                        |                                  |                                  |                                  |                                  |                                  |                                  |                    |                    |                    |                    |                          |                          |                          |                          |                          |                          |                |                |                |                |                |                |               |               |               |               |  |  |            |            |            |            |            |            |  |  |  |  |
|  |  |                        |                        |                        |                        | レーモン・ロジェ・トランカヴェル | レーモン・ロジェ・トランカヴェル | レーモン・ロジェ・トランカヴェル | レーモン・ロジェ・トランカヴェル | レーモン・ロジェ・トランカヴェル | レーモン・ロジェ・トランカヴェル |                    |                    |                    |                    |                          |                          | レーモン7世              | レーモン7世              | レーモン7世              | レーモン7世              | レーモン7世    | レーモン7世    |                |                | ルイ8世        | ルイ8世        | ルイ8世       | ルイ8世       | ルイ8世       | ルイ8世       |  |  | ブランシュ | ブランシュ | ブランシュ | ブランシュ | ブランシュ | ブランシュ |  |  |  |  |
|  |  |                        |                        |                        |                        | レーモン・ロジェ・トランカヴェル | レーモン・ロジェ・トランカヴェル | レーモン・ロジェ・トランカヴェル | レーモン・ロジェ・トランカヴェル | レーモン・ロジェ・トランカヴェル | レーモン・ロジェ・トランカヴェル |                    |                    |                    |                    |                          |                          | レーモン7世              | レーモン7世              | レーモン7世              | レーモン7世              | レーモン7世    | レーモン7世    |                |                | ルイ8世        | ルイ8世        | ルイ8世       | ルイ8世       | ルイ8世       | ルイ8世       |  |  | ブランシュ | ブランシュ | ブランシュ | ブランシュ | ブランシュ | ブランシュ |  |  |  |  |
|  |  |                        |                        |                        |                        |                                  |                                  |                                  |                                  |                                  |                                  |                    |                    |                    |                    |                          |                          |                          |                          |                          |                          |                |                |                |                |                |                |               |               |               |               |  |  |            |            |            |            |            |            |  |  |  |  |
|  |  |                        |                        |                        |                        |                                  |                                  |                                  |                                  |                                  |                                  |                    |                    |                    |                    |                          |                          |                          |                          |                          |                          |                |                |                |                |                |                |               |               |               |               |  |  |            |            |            |            |            |            |  |  |  |  |
|  |  |                        |                        |                        |                        | レーモン・トランカヴェル         | レーモン・トランカヴェル         | レーモン・トランカヴェル         | レーモン・トランカヴェル         | レーモン・トランカヴェル         | レーモン・トランカヴェル         |                    |                    |                    |                    |                          |                          | ジャンヌ                 | ジャンヌ                 | ジャンヌ                 | ジャンヌ                 | ジャンヌ       | ジャンヌ       |                |                | アルフォンス   | アルフォンス   | アルフォンス  | アルフォンス  | アルフォンス  | アルフォンス  |  |  | ルイ9世    | ルイ9世    | ルイ9世    | ルイ9世    | ルイ9世    | ルイ9世    |  |  |  |  |
|  |  |                        |                        |                        |                        | レーモン・トランカヴェル         | レーモン・トランカヴェル         | レーモン・トランカヴェル         | レーモン・トランカヴェル         | レーモン・トランカヴェル         | レーモン・トランカヴェル         |                    |                    |                    |                    |                          |                          | ジャンヌ                 | ジャンヌ                 | ジャンヌ                 | ジャンヌ                 | ジャンヌ       | ジャンヌ       |                |                | アルフォンス   | アルフォンス   | アルフォンス  | アルフォンス  | アルフォンス  | アルフォンス  |  |  | ルイ9世    | ルイ9世    | ルイ9世    | ルイ9世    | ルイ9世    | ルイ9世    |  |  |  |  |

|           |           |           |           |           |           |  |  | （アラゴン王） | （アラゴン王） | （アラゴン王） | （アラゴン王） | （アラゴン王） | （アラゴン王） |                 |                 |                 |                 |                 |                 |                    |             |             |             | （イングランド王） | （イングランド王） | （イングランド王） | （イングランド王） | （イングランド王） | （イングランド王） |  |  |  |  |  |  |             |             |             |             |             |             |
|           |           |           |           |           |           |  |  | （アラゴン王） | （アラゴン王） | （アラゴン王） | （アラゴン王） | （アラゴン王） | （アラゴン王） | アルフォンソ2世 | アルフォンソ2世 | アルフォンソ2世 | アルフォンソ2世 | アルフォンソ2世 | アルフォンソ2世 |                    |             |             |             | （イングランド王） | （イングランド王） | （イングランド王） | （イングランド王） | （イングランド王） | （イングランド王） |  |  |  |  |  |  | ヘンリー2世 | ヘンリー2世 | ヘンリー2世 | ヘンリー2世 | ヘンリー2世 | ヘンリー2世 |
|           |           |           |           |           |           |  |  |                |                |                |                |                |                | アルフォンソ2世 | アルフォンソ2世 | アルフォンソ2世 | アルフォンソ2世 | アルフォンソ2世 | アルフォンソ2世 | （トゥールーズ伯） |             |             |             |                    |                    |                    |                    |                    |                    |  |  |  |  |  |  | ヘンリー2世 | ヘンリー2世 | ヘンリー2世 | ヘンリー2世 | ヘンリー2世 | ヘンリー2世 |
|           |           |           |           |           |           |  |  |                |                |                |                |                |                |                 |                 |                 |                 |                 |                 |                    |             |             |             |                    |                    |                    |                    |                    |                    |  |  |  |  |  |  |             |             |             |             |             |             |
| ペドロ2世 | ペドロ2世 | ペドロ2世 | ペドロ2世 | ペドロ2世 | ペドロ2世 |  |  | エレオノール   | エレオノール   | エレオノール   | エレオノール   | エレオノール   | エレオノール   |                 |                 | レーモン6世     | レーモン6世     | レーモン6世     | レーモン6世     | レーモン6世        | レーモン6世 |             |             | ジャンヌ           | ジャンヌ           | ジャンヌ           | ジャンヌ           | ジャンヌ           | ジャンヌ           |  |  |  |  |  |  |             |             |             |             |             |             |
| ペドロ2世 | ペドロ2世 | ペドロ2世 | ペドロ2世 | ペドロ2世 | ペドロ2世 |  |  | エレオノール   | エレオノール   | エレオノール   | エレオノール   | エレオノール   | エレオノール   |                 |                 | レーモン6世     | レーモン6世     | レーモン6世     | レーモン6世     | レーモン6世        | レーモン6世 |             |             | ジャンヌ           | ジャンヌ           | ジャンヌ           | ジャンヌ           | ジャンヌ           | ジャンヌ           |  |  |  |  |  |  |             |             |             |             |             |             |
|           |           |           |           |           |           |  |  |                |                |                |                |                |                |                 |                 |                 |                 |                 |                 |                    |             |             |             |                    |                    |                    |                    |                    |                    |  |  |  |  |  |  |             |             |             |             |             |             |
|           |           |           |           |           |           |  |  |                |                |                |                | サンチャ       | サンチャ       | サンチャ        | サンチャ        | サンチャ        | サンチャ        |                 |                 | レーモン7世        | レーモン7世 | レーモン7世 | レーモン7世 | レーモン7世        | レーモン7世        |                    |                    |                    |                    |  |  |  |  |  |  |             |             |             |             |             |             |
|           |           |           |           |           |           |  |  |                |                |                |                | サンチャ       | サンチャ       | サンチャ        | サンチャ        | サンチャ        | サンチャ        |                 |                 | レーモン7世        | レーモン7世 | レーモン7世 | レーモン7世 | レーモン7世        | レーモン7世        |                    |                    |                    |                    |  |  |  |  |  |  |             |             |             |             |             |             |
|           |           |           |           |           |           |  |  |                |                |                |                |                |                |                 |                 |                 |                 |                 |                 |                    |             |             |             |                    |                    |                    |                    |                    |                    |  |  |  |  |  |  |             |             |             |             |             |             |
|           |           |           |           |           |           |  |  |                |                |                |                |                |                |                 |                 | ジャンヌ        |                 |                 |                 |                    |             |             |             |                    |                    |                    |                    |                    |                    |  |  |  |  |  |  |             |             |             |             |             |             |